# Altkirchen
Altkirchen là một đô thị ở bang Thuringia. Đô thị này thuộc huyện Altenburger Land và Verwaltungsgemeinschaft cùng tên.
Các đô thị gần Altkirchen gồm: Altenburg, Dobitschen, Drogen, Göhren, Göllnitz, Saara, và Schmölln.
Đô thị Altkirchen có 10 khu vực dân cư: 
- Altkirchen
- Gimmel
- Gödissa
- Göldschen
- Großtauschwitz
- Illsitz
- Jauern
- Kleintauschwitz
- Kratschütz
- Nöbden
- Platschütz
- Röthenitz
- Trebula